# AKB48 13th 싱글 선발 총선거
《AKB48 13th 싱글 선발 총선거 ‘하느님께 걸고 진짜입니다’》(AKB48 13thシングル 選抜総選挙「神様に誓ってガチです」)는 AKB48의 열 세번째 싱글의 선발 멤버 선거이다. 이 선거의 상위 21위까지의 멤버가 2009년 8월 26일에 발매된 〈言い訳Maybe / 변명 Maybe〉의 선발 멤버가 됐다.

## 개요
2009년 4월 26일에 NHK홀에서 개최된 “「神公演予定」* 諸般の事情により、神公演にならない場合もありますので、ご了承ください。”에서 AKB48 극장 지배인인 토카사키 토모노부로부터 선발 총선거 실시에 대해서 발표됐다. 일본 공직선거법에 기초를 두어서 실시되는 선거와 마찬가지로 선거 포스터가 만들어지며 AKB48 극장의 로비나 이동 복도 등에 게시됐다. 또, 정견 방송도 제작됐으며 DMM.com이나 극장 공연 종료 후에 방송됐다. 
2009년 6월 23일부터 7월 7일까지 투표가 실시됐으며 7월 8일에 아카사카 BLITZ에서 개표 이벤트가 개최됐다. 

## 선발 범위
상위 21명이 선발 멤버로 선발되며, 열세 번째 싱글의 타이틀 곡을 부루는 권리를 얻는다. 선발 멤버 중 상위 12명은 특히 ‘미디어 선발’이라고 불리며 방송 등 미디어에서의 신곡 프로모션에 우선적으로 참가할 수 있다. 
22 ~ 30위에 들어간 멤버는 커플링 곡을 담당하며 ‘언더 걸즈’라고 불린다. 

## 투표가 가능한 사람
- 〈涙サプライズ!→ / 눈물 서프라이즈!〉 통상반 구입자
- AKB48 공식 팬클럽 ‘柱の会→기둥회’ 회원
- AKB48 공식 휴대전화 ‘AKB48 Mobile’ 회원
- DMM.com ‘AKB48 Live!! ON DEMAND’ 월정액 회원

## 후보자
소속 팀은 선거 개최 시점
- AKB48 - 총 56명
- SKE48 - 총 42명

이상, 연구생을 포함한 총 98명

### AKB48
- 팀A
  - 이타노 토모미, 키타하라 리에, 코지마 하루나, 사토 아미나, 사토 유카리, 시노다 마리코, 타카조 아키, 타카하시 미나미, 나카타 치사토, 후지에 레이나, 마에다 아츠코, 미네기시 미나미, 미야자키 미호
- 팀K
  - 아키모토 사야카, 우메다 아야카, 오시마 유코, 오호리 메구미, 오쿠 마나미, 오노 에레나, 카사이 토모미, 쿠라모치 아스카, 코바야시 카나, 사토 나츠키, 치카노 리나, 노로 카요, 마스다 유카, 마츠바라 나츠미, 미야자와 사에
- 팀B
  - 우라노 카즈미, 오타 아이카, 카시와기 유키, 카타야마 하루카, 코하라 하루카, 사에키 미카, 사시하라 리노, 타나베 미쿠, 나카가와 하루카, 나카츠카 토모미, 나카야 사야카, 니토 모에노, 히라지마 나츠미, 요네자와 루미, 와타나베 마유
- 팀 연구생
  - 이시다 하루카, 이와사 미사키, 우치다 마유미, 오야 시즈카, 키쿠치 아야카, 코모리 미카, 사토 스미레, 스즈키 시호리, 스즈키 마리야, 노나카 미사토, 하야시 아야노, 마에다 아미, 마츠이 사키코

### SKE48
- 팀S
  - 오야 마사나, 오노 하루카, 쿠와바라 미즈키、신카이 리나、타카이 츠키나、타카다 시오리, 데구치 아키, 나카니시 유카, 히라타 리카코, 히라마츠 카나코, 마츠이 주리나, 마츠이 레나, 마츠시타 유이、모리 사유키, 야가미 쿠미、야마시타 모에
- 팀KII
  - 아카에다 리리나、이구치 시오리, 이시다 안나、이치하라 유리, 우치야마 미코토, 카토 토모코、키토 모모나, 사이토 마키코, 사토 세이라, 사토 미에코, 타카야나기 아카네, 후루카와 아이리, 테즈카 마치코, 마츠모토 리나, 무카이다 마나츠、야마다 레이카
- 연구생
  - 아비루 리호、이소하라 쿄카、오시마 후카, 카토 루미、시바키 아이코、하시모토 아유미、하야시 세이카、마에카와 아이카、마노 하루카, 와카바야시 토모카

## 결과
| 순위                                  | 이름            | 소속 | 득표수 | 중간 발표 | 중간 발표 | 속보   | 속보 |
| 순위                                  | 이름            | 소속 | 득표수 | 득표      | 순위      | 득표   | 순위 |
| ------------------------------------- | --------------- | ---- | ------ | --------- | --------- | ------ | ---- |
| 1위                                   | 마에다 아츠코   | A    | 4630표 | 3489표    | 1위       | 1661표 | 1위  |
| 2위                                   | 오시마 유코     | K    | 3345표 | 2510표    | 2위       | 1150표 | 2위  |
| 3위                                   | 시노다 마리코   | A    | 2852표 | 1710표    | 5위       | 646표  | 7위  |
| 4위                                   | 와타나베 마유   | B    | 2625표 | 1671표    | 6위       | 747표  | 5위  |
| 5위                                   | 타카하시 미나미 | A    | 2614표 | 1850표    | 3위       | 849표  | 3위  |
| 6위                                   | 코지마 하루나   | A    | 2543표 | 1756표    | 4위       | 748표  | 4위  |
| 7위                                   | 이타노 토모미   | A    | 2281표 | 1663표    | 7위       | 681표  | 6위  |
| 8위                                   | 사토 아미나     | A    | 2117표 | 694표     | 18위      | 327표  | 15위 |
| 9위                                   | 카시와기 유키   | B    | 1920표 | 928표     | 13위      | 397표  | 13위 |
| 10위                                  | 카사이 토모미   | K    | 1890표 | 1266표    | 9위       | 565표  | 8위  |
| 11위                                  | 오노 에레나     | K    | 1838표 | 1268표    | 8위       | 504표  | 9위  |
| 12위                                  | 아키모토 사야카 | K    | 1599표 | 636표     | 23위      | 224표  | 22위 |
| 이상 12명이 미디어 선발               |                 |      |        |           |           |        |      |
| 13위                                  | 키타하라 리에   | A    | 1578표 | 631표     | 24위      | 247표  | 21위 |
| 14위                                  | 미야자와 사에   | K    | 1547표 | 1133표    | 10위      | 483표  | 10위 |
| 15위                                  | 사토 유카리     | A    | 1539표 | 709표     | 16위      | 290표  | 19위 |
| 16위                                  | 미네기시 미나미 | A    | 1414표 | 971표     | 12위      | 428표  | 11위 |
| 17위                                  | 우라노 카즈미   | B    | 1395표 | 686표     | 19위      | 293표  | 18위 |
| 18위                                  | 미야자키 미호   | A    | 1373표 | 978표     | 11위      | 400표  | 12위 |
| 19위                                  | 마츠이 주리나   | S    | 1371표 | 820표     | 14위      | 254표  | 20위 |
| 20위                                  | 오타 아이카     | B    | 1365표 | 645표     | 22위      | 212표  | 25위 |
| 21위                                  | 쿠라모치 아스카 | K    | 1355표 | 742표     | 15위      | 351표  | 14위 |
| 이상 21명이 선발 이하 9명이 언더 걸즈 |                 |      |        |           |           |        |      |
| 22위                                  | 요네자와 루미   | B    | 1352표 | 622표     | 26위      | 권외   | 권외 |
| 23위                                  | 타카조 아키     | A    | 1322표 | 662표     | 21위      | 321표  | 16위 |
| 24위                                  | 오호리 메구미   | K    | 1316표 | 676표     | 20위      | 220표  | 23위 |
| 25위                                  | 마스다 유카     | K    | 1247표 | 705표     | 17위      | 320표  | 17위 |
| 26위                                  | 히라지마 나츠미 | B    | 1216표 | 497표     | 28위      | 220표  | 23위 |
| 27위                                  | 사시하라 리노   | B    | 1170표 | 544표     | 27위      | 209표  | 26위 |
| 28위                                  | 카타야마 하루카 | B    | 1089표 | 442표     | 30위      | 191표  | 27위 |
| 29위                                  | 마츠이 레나     | S    | 1073표 | 475표     | 29위      | 155표  | 30위 |
| 30위                                  | 마츠바라 나츠미 | K    | 1050표 | 권외      | 권외      | 권외   | 권외 |

### 최종 결과는 권외이지만 속보 또는 중간 발표에서는 30위 안에 들어간 멤버
- 나카가와 하루카 - 속보 28위 (163표)
- 니토 모에노 - 속보 28위 (163표)
- 나카타 치사토 - 중간 발표 25위 (627표)

## 서적
- 《AKB48総選挙! 水着サプライズ発表》 [AKB48 총선거! 수영복 서프라이즈 발표] (일본어). 슈에이샤. 2009년 8월 20일. ISBN 978-4-0810-2079-9.

## DVD
- 《AKB48 DVD MAGAZINE Vol.1『AKB48 13thシングル選抜総選挙「神様に誓ってガチです」》 [AKB48 DVD MAGAZINE Vol.1 “AKB48 13th 싱글 선발 총선거 ‘하느님께 걸고 진짜입니다’”] (일본어). AKS 레이블. 2009년 10월 17일.